# Wojsław (kasztelan małogoski)
Wojsław (kasztelan małogoski)  herbu Półkozic (? – zm. 2 poł. XIII wieku) – kasztelan małogoski, podkomorzy krakowski.

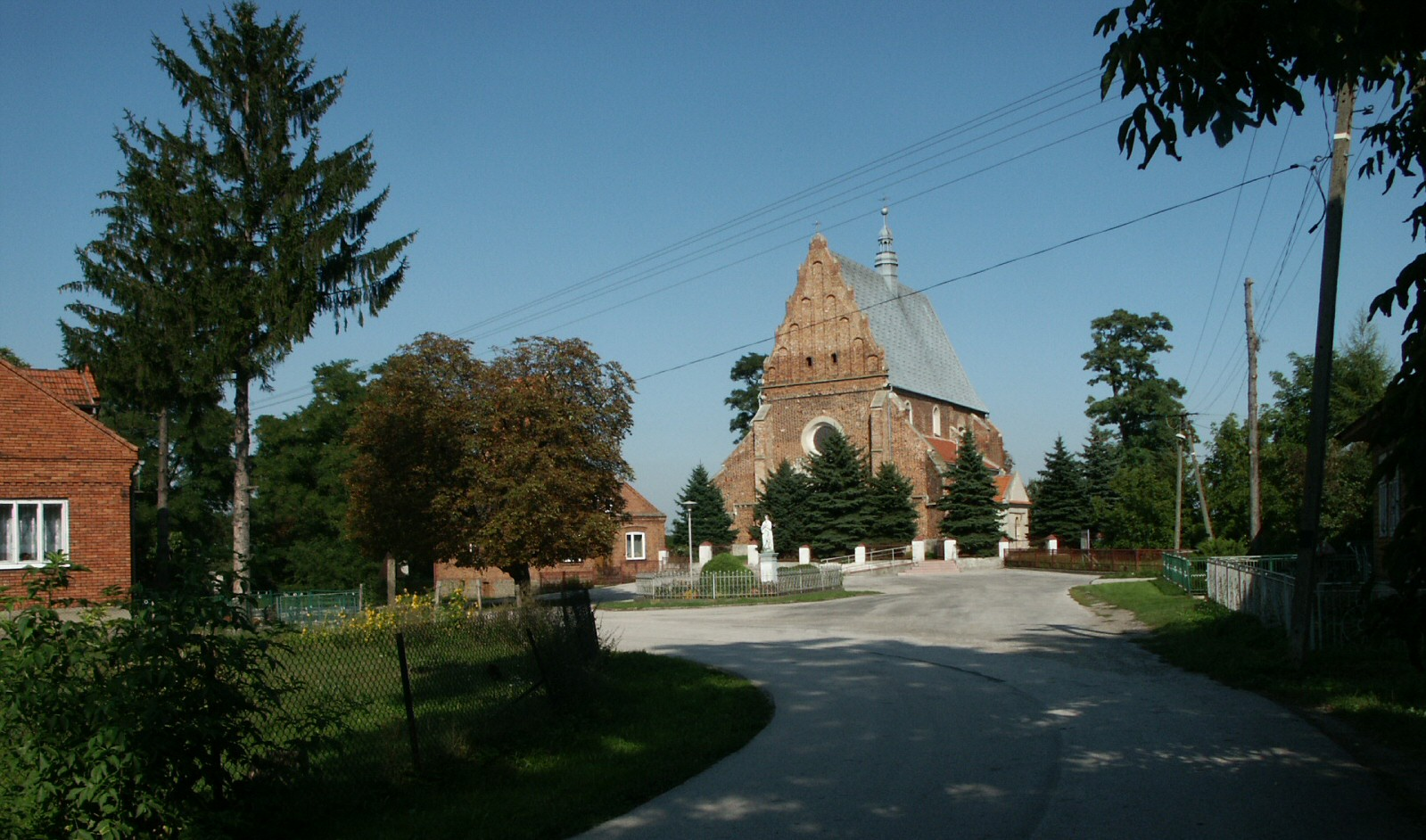
Kościół pod wezwaniem św. Katarzyny w Przemykowie, poł. XV w.

Prawdopodobnie urodził się w Przemankowie (Przemykowie), miejscowości leżącej koło Skalbmierza w ziemi sandomierskiej. Był synem komesa Jazdona. Jego bratem był biskup krakowski Paweł z Przemankowa. Wojsław występuje jako świadek na dokumentach z tamtych czasów, co świadczy o wysokiej randze kasztelana małogoskiego w ówczesnej hierarchii urzędniczej.